# مناصرة المثليين في حرب غزة
ظلت الدعوة إلى حقوق المثليين أثناء حرب غزة موضوعًا مثيرًا للجدل إلى حد كبير. انضم العديد من المثليين إلى القضايا المؤيدة للفلسطينيين، وخاصة في حركات الاحتجاج ضد الحرب المستمرة، وضد الإبادة الجماعية المزعومة في غزة. وقد ادعى بعض المثليين المؤيدين للفلسطينيين وجود قضية مشتركة بين تحرير المثليين وتحرير فلسطين، على الرغم من أن آخرين وصفوا مثل هذه الحركات بأنها معادية للسامية ومتناقضة مع ذاتها. اشتكى بعض المثليين المؤيدين لإسرائيل من شعورهم بالاستبعاد من المساحات المثلية التقليدية بسبب المناصرة المثلية المؤيدة للفلسطينيين.

## خلفية
في العقود الماضية، أعرب العديد من الشخصيات البارزة من مجتمع الميم عن تضامنهم أو تعاطفهم مع القضية الفلسطينية، مثل جان جينيه، وجون جوردان، وأودري لورد، وجيمس بالدوين، وجوديث بتلر، وبيل هوكس، وليزلي فينبيرج. في عام 2000، تأسست منظمة "المثليون يقوضون إرهاب إسرائيل، وهي منظمة تضامن صريحة مع الفلسطينيين المثليين، في منطقة خليج سان فرانسيسكو، مع الاحتجاجات التي اندلعت منذ عام 2000 فصاعدًا والمتعلقة بالصراع الإسرائيلي الفلسطيني من مجتمع المثليين جنسياً والتي كانت مدفوعة بظاهرة " الغسيل الوردي".

## مناصرة المثليين الفلسطينيين
صرح ناشطون مؤيدون للفلسطينيين من مجتمع الميم أن استخدام إسرائيل لعلم الفخر والدعوة لحقوق المثليين هو بمثابة غسيل للدماء، خاصة عندما يتعلق الأمر بمحاولة تعزيز صورة إسرائيل عالميًا. تزعم الأصوات المؤيدة لإسرائيل أن الفلسطينيين المثليين والمتحولين جنسياً يواجهون قمعًا كبيرًا في الأراضي الفلسطينية، في حين أن إسرائيل لديها حماية كبيرة للأشخاص المثليين. وردًا على ذلك، أشارت الأصوات المؤيدة للفلسطينيين أيضًا إلى النفاق المتمثل في القول بأن وجهات النظر الفلسطينية بشأن المثلية الجنسية قمعية بشكل عام عندما يدفع الوزراء الإسرائيليون من اليمين المتطرف بالخطاب المعادي للمثليين. وأشارت الأصوات المؤيدة للفلسطينيين أيضًا إلى النفاق المتمثل في الاحتفال بالحقوق المتساوية للأشخاص المثليين عندما "لا يتمتع الفلسطينيون بحقوق متساوية كبشر" وعندما يواجه الفلسطينيون المثليون عنفًا كبيرًا بسبب الحرب واستغلال إسرائيل لحياتهم الجنسية.
ويظل الفلسطينيون المثليون الذين يحاولون طلب اللجوء في إسرائيل يواجهون قدرًا كبيرًا من العنصرية، وقد يُمنعون من الوصول إلى نظام الرعاية الصحية والحصول على تصاريح الإقامة. يزعم أحد أساتذة الجامعات الفلسطينية المثليين، سعيد عطشان، أنه "من الخطير للغاية أن نعتبر المجتمع الفلسطيني مريضًا باعتباره مجتمعًا فريدًا من نوعه معادًا للمثليين" و"متعصبًا بشكل فريد على المستوى الجماعي"، مما يشير إلى أن هذا يجرد الفلسطينيين من إنسانيتهم ويشوه سمعتهم. ظلت جماعات النشطاء الفلسطينيين المثليين نشطة منذ بداية الحرب، حيث أشارت روضة مرقص إلى أن الفلسطينيين المثليين يواجهون انتهاكات لحقوق الإنسان من قبل السلطات الإسرائيلية بنفس الطريقة التي يواجهها الفلسطينيون الآخرون. احتج العديد من المؤيدين للفلسطينيين المثليين بسبب تعاطفهم مع الأزمة الإنسانية نتيجة للحرب، مدعين وجود أهداف مشتركة بين تحرير المثليين وتحرير فلسطين.

### مثليون من أجل فلسطين
خرجت العديد من الجماعات المثلية للدفاع عن فلسطين ضد إسرائيل، حيث استقال ثلاثة صحفيين مثليين من صحيفة نيويورك تايمز في نوفمبر 2023 بسبب تغطية الصحيفة، واستقال العديد من الفنانين المثليين الذي أعلن علناً دعمه لفلسطين. تم تشكيل مجموعة مجهولة على وسائل التواصل الاجتماعي، مثليون من أجل فلسطين، لتتبع مجموعات الدفاع عن حقوق المثليين التي وقعت على بيان "لا فخر بالإبادة الجماعية". لقد رفض العديد من الكتاب المؤيدين لإسرائيل زيادة الدعوة، بحجة أن كونك مثليًا من أجل فلسطين يشبه "الدجاج من أجل كنتاكي"، حيث يظل المجتمع الفلسطيني محافظًا ضد حقوق المثليين. ونتيجة للنشاط المتزايد المؤيد للفلسطينيين، بدأت البرامج الكوميدية الإسرائيلية، مثل "أرض إسرائيل"، في بث مقاطع كوميدية تسخر من النفاق المزعوم، وتشير إلى أن مقاتلي حماس سوف يرمون المتظاهرين الطلاب من فوق المباني. وقد تم انتقاد مثل هذا الخطاب باعتباره في حد ذاته مؤشرًا وانعكاسًا للمشاعر والصور النمطية المعادية لمجتمع الميم.

### الرد من اليهود المثليين
وقد سعى العديد من اليهود المثليين، سواء الصهاينة أو غير الصهاينة، إلى الحصول على الدعم من جماعات الدفاع عن حقوق اليهود المثليين أثناء الصراع. وقد وصفت كلتا المجموعتين الخلافات مع مجتمعات مختلفة بسبب معتقداتهم المتقاطعة. كتب أحد كتاب الرأي في صحيفة جيروزالم بوست أن حركة "مثليون من أجل فلسطين" تسببت في ألم كبير وخيانة لكثير من اليهود المثليين والإسرائيليين. كما أدانوا بعض اليهود المثليين الذين دعموا حركة "مثليون من أجل فلسطين" بسبب قبولهم "الثنائية اليسارية الزائفة... المضطهد والمضطهد". يقول عميحاي لاو لافي، وهو حاخام مثلي، إنه على الرغم من معارضته لاحتلال الضفة الغربية، إلا أنه شعر بأن صياغة القضية من قبل العديد من المثليين كانت اختزالية، مما دفعه بعيدًا عن المشاركة في بعض المساحات المثلية. وقد زعم إليوت كوكلا، وهو كاتب يهودي مثلي آخر، أن الخلفيات اليهودية والمثلية للمعاناة تشكل السياق للنشاط المؤيد للفلسطينيين من قبل العديد من اليهود المثليين أثناء الحرب.

### مجموعات أخرى
ساعدت منظمة ACT UP NY في تنظيم حملات كبيرة للدفاع عن فلسطين والاحتجاجات من أجل الدعوة إلى وقف إطلاق النار في الحرب. وقد أيد الفصل أيضًا حركة المقاطعة وسحب الاستثمارات وفرض العقوبات. نظمت إحدى المجموعات، وهي مجموعة "المثليون يقوضون الإرهاب الإسرائيلي "، احتجاجات متعددة نتيجة للحرب، بما في ذلك "الضغط على مهرجان أفلام LGBTQIA+ المحلي لوقف تلقي الأموال من القنصلية الإسرائيلية، وأداء مسرح الشارع لدعم مقاطعة وسحب الاستثمارات وفرض العقوبات". كما دعا المثليون المؤيدون للفلسطينيين مجموعات أخرى مناصرة للمثليين إلى تأييد وقف إطلاق النار، مثل جلاد وحملة حقوق الإنسان.
في أكتوبر 2024، علقت الجمعية الدولية للمثليات والمثليين ومزدوجي الميل الجنسي والمتحولين جنسياً وخنثى (ILGA) عضوية الأجودا، وهي منظمة إسرائيلية للدفاع عن حقوق المثليين. بالإضافة إلى ذلك، قررت منظمة الجمعية الدولية للمثليات والمثليين ومزدوجي الميل الجنسي والمتحولين جنسياً وخنثى سحب محاولة الأجودا لعقد مؤتمر الجمعية الدولية للمثليات والمثليين ومزدوجي الميل الجنسي والمتحولين جنسياً وخنثى المستقبلي في تل أبيب، مشيرة إلى أن الأجودا تنتهك دستور الجمعية الدولية للمثليات والمثليين ومزدوجي الميل الجنسي والمتحولين جنسياً وخنثى. وجاء القرار بعد أن تقدمت أكثر من 70 منظمة عضو في ILGA باقتراح طارئ يعارض العرض على أساس أنه يؤيد الحكومة الإسرائيلية. أدانت منظمة أجودا القرار، مسلطة الضوء على عملها الدعائي، ومؤكدة على أن منظمة الجمعية الدولية للمثليات والمثليين ومزدوجي الميل الجنسي والمتحولين جنسياً وخنثى لا ينبغي لها معارضة سياسة الحكومة الإسرائيلية من خلال "تجنب وطرد" مجتمع المثليين في إسرائيل. وصفت منظمة "الجسر الأوسع" المؤيدة لإسرائيل هذا القرار بأنه "شائن وغير مقبول".

## المناصرة المثلية المؤيدة لإسرائيل
نتيجة لأزمة الرهائن المستمرة في حرب غزة، ألغت تل أبيب احتفالات مسيرة الفخر لعام 2024. أعلنت القنصلية الإسرائيلية في نيويورك أنها ستخفض حضورها في مسيرة الفخر لعام 2024، بسبب المخاوف الأمنية والأجواء المهيبة في إسرائيل مع الحرب المستمرة. وقال المتحدث باسم المنظمة إيتاي ميلنر إن "التزامنا بقضية المساواة للجميع يظل في المقام الأول ولا يتغير". " لقد شعر العديد من المثليين المؤيدين لإسرائيل بعدم الارتياح في بعض الأماكن المثلية نتيجة لمناصرة المثليين المؤيدة للفلسطينيين.
في يونيو 2024، طُلب من أعضاء منظمتي سينسيناتي سوبايليستس وديفيست سينسي برايد مغادرة حدث فخر في شمال كنتاكي لأنهم وزعوا منشورات تزعم أن إسرائيل تنفذ " حلاً نهائيًا " ضد الفلسطينيين في حربها على غزة. بعد عدة أيام، نشر الاشتراكيون في سينسيناتي منشورًا على إنستغرام "يسمي ويشهر" باثنين من أعضاء مجلس إدارة فخر سينسيناتي اليهود لدعمهم إسرائيل. بعد ذلك، أصدرت منظمة سينسيناتي برايد بيانًا يفيد بأن اثنين من أعضاء مجلس الإدارة اليهود قد تعرضا للتهديد بالعنف واستقالا لأسباب تتعلق بالسلامة. أدان الاتحاد اليهودي المحلي الاشتراكيين في سينسيناتي باعتبارهم معادين للسامية ونظم مسيرة فخر منفصلة. وفي سبتمبر/أيلول من ذلك العام، ناقش عضوا مجلس الإدارة السابقان الحادثة مع صحيفة هآرتس، وقالا إنهما تلقيا تهديدات بالقتل وأُجبرا على الاستقالة.
في مقال رأي، دعا ديفيد كيلمنيك، رئيس مجموعة الدفاع عن حقوق المثليين في نيويورك شبكة LGBT، مجتمع المثليين إلى دعم اليهود وإسرائيل. وانتقد عدم إدانة مجتمع المثليين للهجوم الذي قادته حماس على إسرائيل في السابع من أكتوبر/تشرين الأول، ورفض الاتهام بأن إسرائيل "تستخدم صورتها الصديقة للمثليين كأداة لتحويل الانتباه عن الصراع الإسرائيلي الفلسطيني". صرّح عضو الكونغرس المثلي في نيويورك، ريتشي توريس، وهو مؤيد صريح لإسرائيل، لشبكة إن بي سي نيوز: "إن الجناح المعادي لإسرائيل في مجتمع الميم يُخبر اليهود المؤيدين لإسرائيل أنه إذا رغبتم في الانضمام إلى مجتمع الميم، فعليكم إخفاء صهيونيتكم، والخجل منها. هذا ليس فخرًا بالنسبة لي، بل تحريفٌ له."

## الاحتجاجات
خلال مسيرات الفخر المختلفة في عام 2024، وبينما كانت الحرب مستمرة، نظمت بعض المجموعات مسيرات مضادة من أجل فلسطين. أصبحت العديد من مسيرات المثليات دعوات صريحة ضد الصراعات المستمرة، مثل "في فلسطين وجمهورية الكونغو الديمقراطية وإثيوبيا وهايتي وميانمار والسودان وأوكرانيا". أثناء مسيرة فخر فيلادلفيا، قام المتظاهرون المضادون للمثليين بتعطيل المسيرة، مع مقطع فيديو يظهر أحد المشاركين في مسيرة فخر فيلادلفيا وهو يتجادل مع المتظاهرين المضادين. في مرحلة ما، واجه المتظاهرون المؤيدون للفلسطينيين فرقة الطبول. وقد لوحظ أن المتظاهرين كانوا يرددون شعارات مختلفة مثل "لا فخر بالإبادة الجماعية".
دعا ناشطون مثليون مؤيدون للفلسطينيين إلى مقاطعة مسيرة فخر سان فرانسيسكو في عام 2024 بسبب وجود رعاة من الشركات والشرطة وتعيين بيلي بورتر، الذي أدلى بتصريحات مؤيدة لإسرائيل، كقائد عام. ودعت مجموعات أخرى مؤيدة للفلسطينيين إلى مقاطعة المنتجات الإسرائيلية. وصف المديرون التنفيذيون لمؤسسة فخر سان فرانسيسكو المقاطعات بأنها نتيجة للمعلومات المضللة. أقيمت مسيرة بديلة تحت شعار "لا فخر بالإبادة الجماعية" من قبل المثليين للاحتجاج على مسيرة فخر سان فرانسيسكو، بمشاركة أكثر من ألف مشارك. وتعرضت مسيرة فخر سان فرانسيسكو لانتقادات من جانب الجماعات المؤيدة لإسرائيل عندما نشرت بيانا يشير إلى منع أي قافلة إسرائيلية من المشاركة في المسيرة. وأوضحوا لاحقًا أنه لم يتم تسجيل أي طائرة إسرائيلية بحلول الموعد النهائي، وأنهم "يمارسون الإدماج الجذري كقيمة أساسية".
في بوسطن، قام أكثر من 100 متظاهر بمنع مسيرة فخر بوسطن. تم اعتقال اثنين من المتظاهرين من قبل شرطة بوسطن. دعت أكثر من 60 منظمة مؤيدة للفلسطينيين مهرجان بوسطن برايد إلى سحب استثماراته من الشركات التي قالوا إنها مرتبطة بإسرائيل. قام ناشطون مؤيدون للفلسطينيين تابعون لحركة "كتاب ضد الحرب على غزة" بمنع مسيرة فخر مدينة نيويورك مؤقتًا في عام 2024 عندما اخترق العديد من المتظاهرين الحاجز ورسموا الشوارع باللون الأحمر. قاد النشطاء هتاف " الدعوة والاستجابة " مع جمهور العرض، حتى اعتقلت شرطة نيويورك 10 من النشطاء. وضم العرض أيضًا متظاهرين مؤيدين لإسرائيل ومؤيدين للفلسطينيين. وزعم اثنان من كبار قادة مسيرة الفخر أن إسرائيل ارتكبت إبادة جماعية أثناء الحرب. تم القبض على ثلاثة أعضاء من منظمة مثليون من أجل فلسطين في 11 مايو على طريق إلى ديزني لاند بعد إغلاق حركة المرور.
سار الخضر في غلاسكو والخضر قوس قزح من الخضر الاسكتلنديين تحت شعار "لا فخر بالإبادة الجماعية: الكتلة الراديكالية" بدلاً من "الكتلة الخضراء" في المسيرة.
في واشنطن العاصمة، نشر الممثل والناشط الإسرائيلي الأمريكي المثلي يوفال ديفيد مقطع فيديو لمشاركين في مسيرة فخر الكابيتول وهم يطلقون صيحات الاستهجان ضده هو وغيره من المشاركين في المسيرة المؤيدة لإسرائيل.
في 27 يونيو 2024، أصدرت مسيرة نيويورك للنساء المثليات بيانًا يدعم سلامة المشاركين اليهود في المسيرة ويدين هجمات 7 أكتوبر. وفي غضون ثلاثين دقيقة، تم حذف هذا البيان واستبداله بآخر أشار إلى البيان الأول باعتباره "خطأ" لا "يعكس الموقف الرسمي لمسيرة الدايك"، مضيفًا أن المنظمة "تقف بلا اعتذار في دعم التحرير الفلسطيني". جمعت المسيرة أيضًا أموالًا لصالح المجموعة المتشددة المناهضة للصهيونية " ضمن حياتنا". وفي المعارضة، نظمت مجموعة من المثليات اليهوديات حدثًا منفصلاً في نفس وقت المسيرة.